# إبراهيم بن العز بن عبد السلام
إبراهيم بن عبد العزيز بن عبد السلام وهو ولد الشيخ العز بن عبد السلام، ويكنى بأبي إسحاق، ولد سنة 611هـ، ودرس على والده، ثم صار يخطب بجامع العقيبة المشهور بدمشق، وكان يلبس ثياباً قصيرة، وإذا خطب بكى، ويتعانى الوعظ، ويتكلم بكلام مسجوع كسجع الكهان، ويزعم أنه يلقى إليه من الجن، فتألم منه أبوه لذلك وتركه، ولكن كان فيه سلامة باطن، وتوفي سنة 686هـ، ولم يترجم له ابن كثير وابن السبكي وابن العماد وغيرهم.